# Prvenstvo Hrvatske u boćanju 2006.
Prvenstvo Hrvatske u boćanju 2006. godine.
Igralo se po liga- i po kup-sustavu. Prvi dio natjecanja se igrao ligaški, i to u dvije skupine, skupina "Sjever" (obuhvaćala je klubove iz Istre, Kvarnera i Zagreba), a skupina "Jug" za klubove s juga (južno od Kvarnera).
Po prve četirije momčadi iz svake skupine su odlazile u doigravanje za prvaka. Igralo se po sustavu da je četvrti iz jedne je igrao sa prvim iz druge skupine, treći iz jedne je igrao s drugim iz druge. Igralo se dvije utakmice (jedna kod kuće i jedna u gostima), s time da su prvo- i drugoplasirani iz skupina imali povlasticu igranja uzvratne utakmice na svom boćalištu.

## Sudionici
U skupini "Sjever", sudionici su bili porečka "Istra", zagrebački "Zrinjevac", buzetski "Trio Buzet", riječki "Benčić-DSK", pulski "Uljanik", marinićki "Marinić", kaštelirska "Santa Domenika" i zagrebački "boćarski klub dr Ante Starčević".

U skupini "Jug", sudionici su bili metkovski "Metković", mlinska "Hidroelektrana Dubrovnik", komiška "Komiža",  "Zlatan Otok" iz Svete Nedjelje, zablatski "Solaris", splitska "Nada", dubrovačka "Signalizacija" i naklički "Naklice Čitić".

## Ljestvica

### Konačna ljestvica skupine "Sjever"
```
Por.  Klub           Ut  Pb  N Pz  Pos Pri  Bod
 1. 
Istra Poreč
      14  12  1  1  ...:...   25 u doigr.
 2. 
Benčić-DSK
       14  11  1  2  ...:...   23 u doigr.
 3. 
Trio Buzet
       14   9  0  5  ...:...   18 u doigr.
 4. 
Zrinjevac
        14   8  0  6  ...:...   16 u doigr.
 5. Marinići         14   7  1  6  ...:...   15
 6. Santa Domenika   14   4  0 10  ...:...    8 
 7. Uljanik          14   3  1 10  ...:...    7
 8. Ante Starčević   14   0  0 14  ...:...    0
```

### Konačna ljestvica skupine "Jug"
```
Por.  Klub           Ut  Pb  N Pz  Pos Pri  Bod
 1. 
Solaris
          14  10  2  2  ...:...   22 u doigr.
 2. 
HE Dubrovnik
     14   9  3  2  ...:...   21 u doigr.
 3. 
Nada
             14   8  2  4  ...:...   18 u doigr.
 4. 
Metković
         14   7  2  5  ...:...   16 u doigr.
 5. Signalizacija    14   6  2  6  ...:...   14
 6. Zlatan Otok      14   7  0  7  ...:...   14 
 7. Naklice Čitić    14   1  2 11  ...:...    4
 8. Komiža           14   0  3 11  ...:...    3
```

## Doigravanje za prvaka
- 1. susreti

4. studenog:

Metković - Istra Poreč 10:12 

Nada - Benčić DSK 7:15 

Trio Buzet - Hidroelektrana 20:2

Zrinjevac - Solaris 19:3
- uzvratni susreti

11. studenog:

Istra Poreč - Metković 18:4

Benčić DSK - Nada 16:6

Hidroelektrana - Trio Buzet 6:16

Solaris - Zrinjevac 16:6
Završnica momčadskog prvenstva se igrala u Zagrebu.
- poluzavršnica, 18. studenog:

Istra Poreč - Trio Buzet 10:12

Zrinjevac - Benčić DSK 14:8
- završnica, 19. studenog:

Zrinjevac - Trio Buzet 14:8

Momčadski hrvatski prvak je zagrebački Zrinjevac.